# Alto comisionado

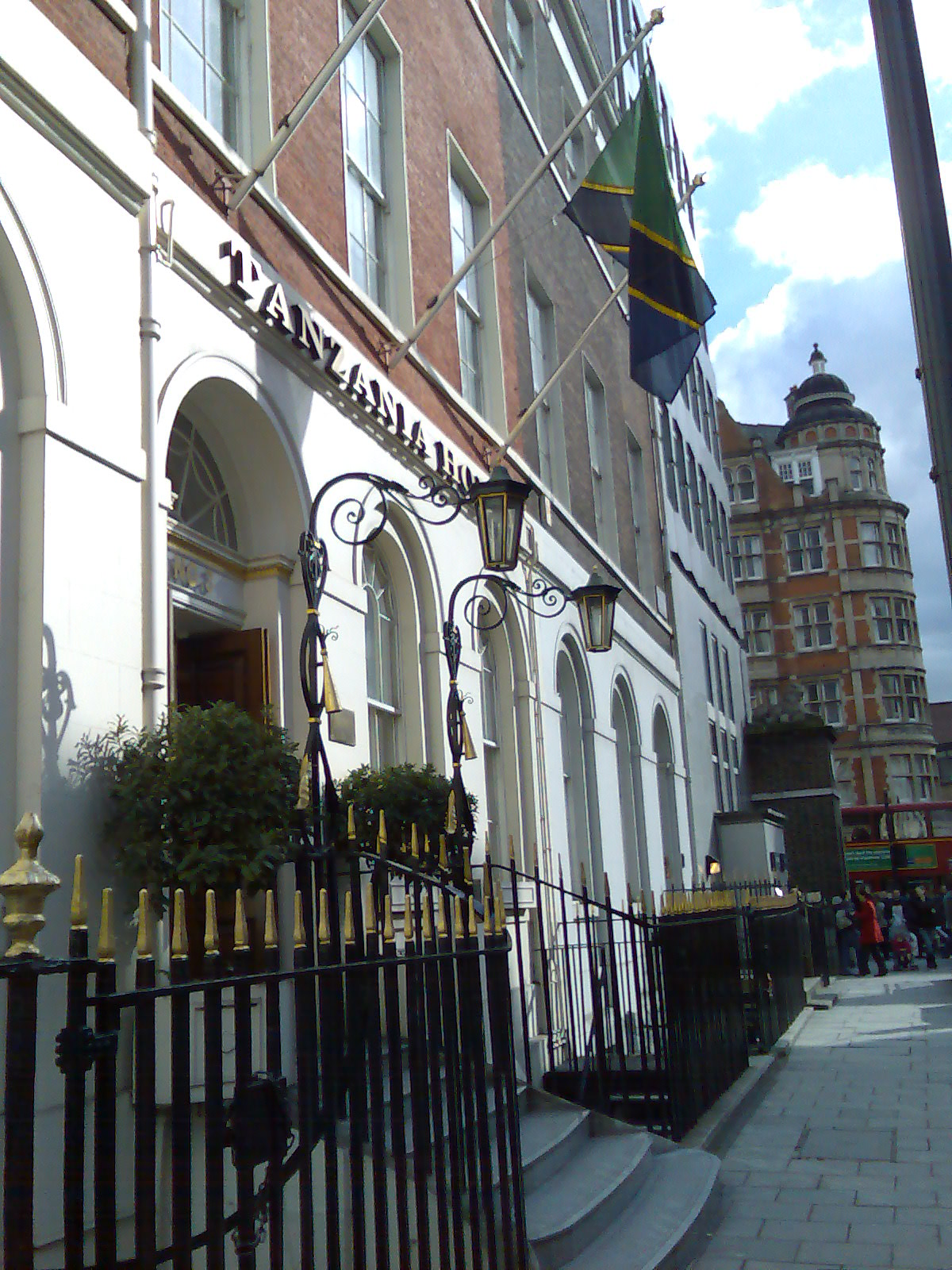
Sede del alto comisionado de Tanzania en Londres.

Alto comisionado (High Commission, en inglés) es el nombre que reciben las embajadas de un país miembro de la Mancomunidad de Naciones (Commonwealth of Nations) ante otro país miembro de esta organización.
Por ejemplo, no se dice «la embajada de Australia en Londres» (y recíprocamente), sino «el alto comisionado». De igual modo, el embajador de Jamaica en Australia es un alto comisionado (High Commissioner, en inglés), y viceversa.
En términos generales, los embajadores y los altos comisionados se consideran equivalentes en estatus y función, y tanto las embajadas como las altas comisiones se consideran misiones diplomáticas.
Esta terminología la han usado también los Estados Unidos —en todos los territorios bajo su tutela en el Pacífico— y Francia —en algunos de sus territorios de ultramar—.[cita requerida]